# If Stockholm Open 2004
If Stockholm Open 2004 — тенісний турнір, що проходив на кортах з твердим покриттям у місті Стокгольм, Швеція з 25 жовтня . Належав до категорії International Series.

## Фінальна частина

### Одиночний розряд
Томас Юганссон —  Андре Агассі 3–6, 6–3, 7–6(7–4)

### Парний розряд
Фелісіано Лопес /  Фернандо Вердаско —  Вейн Артурс /  Пол Генлі 6–4, 6–4